# Maduzac
 (mars 2020).
Si vous disposez d'ouvrages ou d'articles de référence ou si vous connaissez des sites web de qualité traitant du thème abordé ici, merci de compléter l'article en donnant les références utiles à sa vérifiabilité et en les liant à la section « Notes et références ».
Marguerite Dunoyer de Segonzac, dite Maduzac, née le 16 mars 1931 à Montreuil et morte le 10 novembre 2019 au Pecq, est une artiste peintre française.

## Biographie
Marguerite Dunoyer de Segonzac fait ses études à Paris en histoire de l'art à l'école du Louvre en 1947 et 1948, ainsi qu'une école de décoration à Bruxelles.
Elle part vivre 18 années en Amérique du Sud et centrale et fait de nombreux voyages en Amérique du Nord et en Extrême-Orient.
Puis de nouveau à Paris, en 1970, elle fait une école d'enseignement de la peinture.
Deux années de lithographie pour le Japon avec la galerie Boulan rue des Saints-Pères à Paris.
Elle ouvre ensuite deux ateliers de peinture, pendant 30 ans dans les Yvelines et à Paris.

## Expositions personnelles en France et à l'étranger
- 1974 Galerie C.D.O, Paris
- 1975 Galerie à Newton (USA)
- 1976 Centre culturel français d'Alger
- 1977 Salon des peintres du cheval (prix d'honneur), Marseille
- 1977 Galerie Alexandra, Nice
- 1977 Centre culturel du Chesnay (Yvelines)
- 1978 Varigotti, Italie
- 1978 Galerie Reflets, Bruxelles
- 1979 Galerie André Candillier, rue de Seine, Paris
- 1980 Fort de France (Martinique)
- 1980 Pointe a Pitre (Guadeloupe)
- 1980 Musée Vera, Saint-Germain-en-Laye
- 1982 Galerie Horizons, Versailles
- 1982 Mairie de Noisy-le-Roi (Yvelines)
- 1983 Galerie C.D.O. Salon de la peinture à l'eau (1er prix d'aquarelle) Paris
- 1984 Palais des Congrès, Royan
- 1985 Institut Français, Vienne (Autriche)
- 1985 Salons du Trianon[1], Versailles
- 1985 Palais des Congrès, Royan
- 1985 Mairie de Saint-Nom-La-Bretèche
- 1986 Musée Vera, Saint-Germain-En-Laye
- 1986 Palais des Congrès, Royan
- 1986 Mairie de Bailly (Yvelines)
- 1987 Galerie du Printemps, Bordeaux
- 1987 Palais des Congrès, Royan
- 1987 Salle d'exposition G. Lemaire, Bailly (Yvelines)
- 1987 Centre culturel, Belfort
- 1988 Galerie Art Raspail, Paris
- 1988 Palais des Congrès, Royan
- 1988 Salon d'exposition Le Relais, Noisy-le-Roi
- 1989 Galerie du Printemps, Bordeaux
- 1989 Palais des Congrès, Royan
- 1990 Musée Joséphine, Croissy-sur-Seine
- 1991 Centre d'exposition, Limoges
- 1992 Chapelle Saint Léonard, Croissy-sur-Seine
- 1994 Salle d'exposition G. Lemaire, Bailly
- 1996 Chapelle Saint Léonard, Croissy-sur-Seine
- 1999 Salon d'exposition Le Relais, Noisy-le-Roi
- 2000 Maison des associations artistiques, Saint-Nom-La-Bretèche
- 2002 Salle d'exposition G. Lemaire, Bailly
- 2004 Salle d'exposition G. Lemaire, Bailly
- 2007 Salle d'exposition G. Lemaire, Bailly

## Musées
- Marine (aquarelle), musée des beaux-arts de Bruxelles[2]